# Coelioxys lucidicauda
Coelioxys lucidicauda är en biart som beskrevs av Cockerell 1939. Coelioxys lucidicauda ingår i släktet kägelbin, och familjen buksamlarbin. Inga underarter finns listade i Catalogue of Life.